# 김보현 (농구 선수)
김보현(2006년 11월 18일 ~ )은 대한민국의 농구 선수이다. 부산 BNK 썸 소속으로 포지션은 가드이다.